# Mačkovec, Kočevje
Mačkovec je naselje v občini Kočevje.